# 残酷な宇宙の時間
「残酷な宇宙の時間」（ざんこくなうちゅうのじかん、原題: "World Enough and Time"）は、イギリスのSFドラマ『ドクター・フー』の第10シリーズ第11話。スティーヴン・モファットが脚本、レイチェル・タラレイが監督を担当し、2017年6月24日に BBC One で初放送された。批評家からは絶賛を受けた。
本作は「時の終わり」（2010年）が最後の登場となっていた6代目マスターが再登場し、劇中にマスターが2人登場する番組史上初のエピソードとなった。また、1966年の The Tenth Planet が最初で最後の登場となっていた、惑星モンダスの最初のサイバーマンも再登場した。

## プロット

### あらすじ
12代目ドクター（演:ピーター・カパルディ）は友人ミッシー（演:ミシェル・ゴメス）の改心をテストするべく、彼女と共にビル・ポッツ（演:パール・マッキー）とナードル（演:マット・ルーカス）をブラックホール付近で救難信号を発する巨大な宇宙船の1056階へ送り込む。ビルは焦燥した乗組員に撃たれて重傷を負ったところを白ずくめの集団に連れ去られ、ブラックホールから遠く時間の流れがドクターたちのいる階よりも速い0階に軟禁される。白ずくめの集団は後のサイバーマンであることが明らかになり、ドクターたちの救出も間に合わず、ビルは低層階にいた6代目マスター（演:ジョン・シム）らの手により宇宙で最初のサイバーマンへ改造される。

### 連続性
ビルが改造された末に成り果てたサイバーマンは1966年の The Tenth Planet のサイバーマンのオリジナルデザインと合致する。
ドクターは金星流合気道を披露している。これは3代目ドクターが1973年の The Green Death で最初に使用したものである。また、[金星流空手は Inferno で登場した。
マスターは変装が好きだと述べているが、これは Terror of the Autons で電話技師に変装して初登場したことに由来する。また、彼は以前首相だったと述べており、これは第3シリーズでの選挙期間を通して首相に上り詰め、「鳴り響くドラム」「ラスト・オブ・タイムロード」で首相ハロルド・サクソンとしてドクターと敵対していたことを指す。

### 他作品への言及
エピソードの原題 "World Enough and Time" はアンドルー・マーヴェルの詩 "To His Coy Mistress" (en) の1文 "Had we but world enough and time, / This coyness, lady, were no crime." に由来する。

## 製作
「残酷な宇宙の時間」の台本の読み合わせは2017年2月21日に行われ、主要撮影は2月24日から3月28日まで続いた。2017年3月6日には、The Tenth Planet（1966年）に登場したオリジナルのモンダス製サイバーマンが第10シリーズのフィナーレに再登場することが明かされた。

### 配役
2017年4月6日、BBCはジョン・シムがマスター役で第10シリーズに再出演して後継者のミシェル・ゴメスと共演することを報じた。これは2人のマスターが同時に登場するという番組史上初の出来事であった。

## 放送と反応
リアルタイム視聴者数は337万人で、第10シリーズで最も低い記録の1つとなった。しかし、番組視聴占拠率は22%を記録し、同時間帯に放送されたテレビ番組と比較して良い結果を残した。タイムシフト視聴者を加算すると視聴者数は500万人に上り、Appreciation Index は85を記録した。これは12代目ドクターのエピソードでは第8シリーズの「ネザースフィア」と並ぶ最高スコアであった。
日本では放送されていないが、2018年3月31日にHuluで「残酷な宇宙の時間」を含む第10シリーズの独占配信が開始された。

### 批評家の反応
| 専門評論家によるレビュー           | 専門評論家によるレビュー |
| レビュー・スコア                   | レビュー・スコア         |
| 出典                               | 評価                     |
| ---------------------------------- | ------------------------ |
| The A.V. Club                      | A-                       |
| エンターテインメント・ウィークリー | B+                       |
| SFX                                | [ 13 ]                   |
| TV Fanatic                         | [ 14 ]                   |
| IndieWire                          | A-                       |
| IGN                                | 9.0                      |
| ニューヨーク・マガジン             | [ 17 ]                   |
| ラジオ・タイムズ                   | [ 18 ]                   |
| デイリー・ミラー                   | [ 19 ]                   |

「残酷な宇宙の時間」は批評家から絶賛され、第10シリーズで最高のエピソードに位置付ける声も多かった。なお、クリフハンガーの直後に次回予告を流した点についてBBCには批判が寄せられた。
SFXのブラッドリー・ラッセルは本作に星4つを与えた。彼は本作が期待との勝負であったと主張し、SFの恐怖とホラーのミックスであるとしたが、全てがやや場違いであるとも感じた。しかし、彼はエピソードの結末と、それがいかにフィナーレのエピソードを見るための十分なモチベーションを与えたかを称賛した。彼は冒頭の南極での再生シーンが答えの与えられない安っぽい戦略だと主張したが、ミッシーがドクターの立場に立つという展開が遥かに興味深いものだとした。また、彼はいくつかのシーンが「小さな子どもには見せられない境界にある」と指摘したほか、「余りにもゆっくりとしていて説明で埋められている」シーンもあると指摘した。
IGNのスコット・コルーラは本作に9.0点を付け、エピソードを通してミッシーが成長した後に最終的にマスターとして描写されていること、スティーヴン・モファットが番組の名前を脱構築したことを称賛した。彼は本作をシーズンフィナーレのための壮大な準備として称賛し、「マスターとミッシー自身のようにこのエピソードは二面性のあるモンスターのようなものだが、第10シーズンを力強く締めくくるような良いものだ」と指摘した。彼は主要人物と脇役を称賛し、エピソードが壮大なSFのコンセプトやユーモアおよび恐怖などで満ちていると主張した。
ニューヨーク・マガジンのロス・ルーディガーも本作に極めて肯定的であり、スティーヴン・モファットの脚本を称賛した。しかし、マスターの登場がBBCから早期に明かされていたためジョン・スミスの変装を見破るのが簡単だったと指摘もし、明かされていなけれ想像もできず強力なシーンになっていただろうに、と述べた。また、彼は冒頭の再生シーンが視聴者の注意を引き付けることに成功したとし、「嘘という支配」で登場したダミーの再生よりも良いものだったと評価した。さらに彼はピーター・カパルディの任期で実績を積んだレイチェル・タラレイの演出を高く評価した。
ラジオ・タイムズのパトリック・マルケーンは本作に満点を与え、ビルのサイバーマン化や終盤での暴露はジャッキー・タイラーのサイバーマン化（2006年「鋼鉄の時代」）やオズウィン・オズワルドの正体がダーレクであるとの暴露（2012年「ダーレク収容所」）以上にパンチが効いていると評価した。彼は「『残酷な宇宙の時間』の結末は最高だ。スティーヴン・モファットの脚本が2つの暴露の場面の間を巧妙にカットし、監督のレイチェル・タラレイが巧みに撮影している」と述べてレビューを締め括った。